# Interlands Engels voetbalelftal 2010-2019
Deze pagina toont een chronologisch en gedetailleerd overzicht van de interlands die het Engels voetbalelftal heeft gespeeld in de periode 2010 – 2019.

## Interlands

### 2010
|                                                              |                                                             |       |                   |                                                                                  |
| 3 maart Vriendschappelijk № 882 «onderlinge duels» 20:00 uur | Engeland                                                    | 3 – 1 | Egypte            | Wembley Stadium, Londen Toeschouwers: 80.602 Scheidsrechter: Carlos Torres (PAR) |
| 3 maart Vriendschappelijk № 882 «onderlinge duels» 20:00 uur | Peter Crouch 57' Shaun Wright-Phillips 75' Peter Crouch 80' |       | 23' Mohamed Zidan | Wembley Stadium, Londen Toeschouwers: 80.602 Scheidsrechter: Carlos Torres (PAR) |

|                                                             |                                                   |       |                      |                                                                                 |
| 24 mei Vriendschappelijk № 883 «onderlinge duels» 20:00 uur | Engeland                                          | 3 – 1 | Mexico               | Wembley Stadium, Londen Toeschouwers: 88.638 Scheidsrechter: Masaaki Toma (JAP) |
| 24 mei Vriendschappelijk № 883 «onderlinge duels» 20:00 uur | Ledley King 17' Peter Crouch 35' Glen Johnson 47' |       | 45' Guillermo Franco | Wembley Stadium, Londen Toeschouwers: 88.638 Scheidsrechter: Masaaki Toma (JAP) |

|                                                             |                                                         |       |                        |                                                                        |
| 30 mei Vriendschappelijk № 884 «onderlinge duels» 13:15 uur | Engeland                                                | 2 – 1 | Japan                  | UPC Arena, Graz Toeschouwers: 15.300 Scheidsrechter: René Eisner (AUT) |
| 30 mei Vriendschappelijk № 884 «onderlinge duels» 13:15 uur | Marcus Tulio Tanaka 71' (e.d.) Yuji Nakazawa 83' (e.d.) |       | 7' Marcus Tulio Tanaka | UPC Arena, Graz Toeschouwers: 15.300 Scheidsrechter: René Eisner (AUT) |

| WK voetbal 2010 |
| --------------- |

|                                                                 |                   |                  |                   |                                                                                            |
| 12 juni WK-eindronde Groep C № 885 «onderlinge duels» 20:30 uur | Engeland          | 1 – 1            | Verenigde Staten  | Royal Bafokeng Stadion, Rustenburg Toeschouwers: 38.646 Scheidsrechter: Carlos Simon (BRA) |
| 12 juni WK-eindronde Groep C № 885 «onderlinge duels» 20:30 uur | Steven Gerrard 4' | Wedstrijdverslag | 40' Clint Dempsey | Royal Bafokeng Stadion, Rustenburg Toeschouwers: 38.646 Scheidsrechter: Carlos Simon (BRA) |

|                                                                 |                  |       |          |                                                                                       |
| 18 juni WK-eindronde Groep C № 886 «onderlinge duels» 20:30 uur | Engeland         | 0 – 0 | Algerije | Groenpuntstadion, Kaapstad Toeschouwers: 64.100 Scheidsrechter: Ravshan Irmatov (UZB) |
| 18 juni WK-eindronde Groep C № 886 «onderlinge duels» 20:30 uur | Wedstrijdverslag |       |          | Groenpuntstadion, Kaapstad Toeschouwers: 64.100 Scheidsrechter: Ravshan Irmatov (UZB) |

|                                                                 |          |                  |                   | |
| 23 juni WK-eindronde Groep C № 887 «onderlinge duels» 16:00 uur | Slovenië | 0 – 1            | Engeland          | Nelson Mandelabaai Stadion, Port Elizabeth Toeschouwers: 36.893 Scheidsrechter: Wolfgang Stark (GER) |
| 23 juni WK-eindronde Groep C № 887 «onderlinge duels» 16:00 uur |          | Wedstrijdverslag | 23' Jermain Defoe | Nelson Mandelabaai Stadion, Port Elizabeth Toeschouwers: 36.893 Scheidsrechter: Wolfgang Stark (GER) |

|                                                                        |                                                                           |                  |                   |                                                                                          |
| 27 juni WK-eindronde Achtste finale № 888 «onderlinge duels» 16:00 uur | Duitsland                                                                 | 4 – 1            | Engeland          | Vrystaatstadion, Bloemfontein Toeschouwers: 40.911 Scheidsrechter: Jorge Larrionda (URU) |
| 27 juni WK-eindronde Achtste finale № 888 «onderlinge duels» 16:00 uur | Miroslav Klose 20' Lukas Podolski 32' Thomas Müller 67' Thomas Müller 70' | Wedstrijdverslag | 37' Matthew Upson | Vrystaatstadion, Bloemfontein Toeschouwers: 40.911 Scheidsrechter: Jorge Larrionda (URU) |

|  |  |  |  |  |  |  |  |  |

|                                                                  |                                       |       |                          |                                                                                    |
| 11 augustus Vriendschappelijk № 889 «onderlinge duels» 20:00 uur | Engeland                              | 2 – 1 | Hongarije                | Wembley Stadium, Londen Toeschouwers: 72.034 Scheidsrechter: Stéphane Lannoy (FRA) |
| 11 augustus Vriendschappelijk № 889 «onderlinge duels» 20:00 uur | Steven Gerrard 69' Steven Gerrard 73' |       | 62' (e.d.) Phil Jagielka | Wembley Stadium, Londen Toeschouwers: 72.034 Scheidsrechter: Stéphane Lannoy (FRA) |

|                                                                     |                                                                       |       |           |                                                                                  |
| 3 september Kwalificatie EK 2012 № 890 «onderlinge duels» 20:00 uur | Engeland                                                              | 4 – 0 | Bulgarije | Wembley Stadium, Londen Toeschouwers: 73.246 Scheidsrechter: Viktor Kassai (HUN) |
| 3 september Kwalificatie EK 2012 № 890 «onderlinge duels» 20:00 uur | Jermain Defoe 3' Jermain Defoe 61' Adam Johnson 83' Jermain Defoe 86' |       |           | Wembley Stadium, Londen Toeschouwers: 73.246 Scheidsrechter: Viktor Kassai (HUN) |

|                                                                     |                     |       |                                                   |                                                                                 |
| 7 september Kwalificatie EK 2012 № 891 «onderlinge duels» 20:45 uur | Zwitserland         | 1 – 3 | Engeland                                          | St. Jakob-Park, Bazel Toeschouwers: 39.700 Scheidsrechter: Nicola Rizzoli (ITA) |
| 7 september Kwalificatie EK 2012 № 891 «onderlinge duels» 20:45 uur | Xherdan Shaqiri 71' |       | 10' Wayne Rooney 69' Adam Johnson 88' Darren Bent | St. Jakob-Park, Bazel Toeschouwers: 39.700 Scheidsrechter: Nicola Rizzoli (ITA) |

|                                                                    |          |       |            |                                                                                 |
| 12 oktober Kwalificatie EK 2012 № 892 «onderlinge duels» 20:00 uur | Engeland | 0 – 0 | Montenegro | Wembley Stadium, Londen Toeschouwers: 73.451 Scheidsrechter: Manuel Gräfe (GER) |
| 12 oktober Kwalificatie EK 2012 № 892 «onderlinge duels» 20:00 uur |          |       |            | Wembley Stadium, Londen Toeschouwers: 73.451 Scheidsrechter: Manuel Gräfe (GER) |

|                                                                  |                  |       |                                        |                                                                                    |
| 17 november Vriendschappelijk № 893 «onderlinge duels» 20:00 uur | Engeland         | 1 – 2 | Frankrijk                              | Wembley Stadium, Londen Toeschouwers: 85.495 Scheidsrechter: Claus Bo Larsen (DEN) |
| 17 november Vriendschappelijk № 893 «onderlinge duels» 20:00 uur | Peter Crouch 86' |       | 16' Karim Benzema 55' Mathieu Valbuena | Wembley Stadium, Londen Toeschouwers: 85.495 Scheidsrechter: Claus Bo Larsen (DEN) |

### 2011
|                                                                 |                 |       |                                  |                                                                              |
| 9 februari Vriendschappelijk № 894 «onderlinge duels» 19:20 uur | Denemarken      | 1 – 2 | Engeland                         | Parken, Kopenhagen Toeschouwers: 21.523 Scheidsrechter: Jonas Eriksson (SWE) |
| 9 februari Vriendschappelijk № 894 «onderlinge duels» 19:20 uur | Daniel Agger 8' |       | 10' Darren Bent 68' Ashley Young | Parken, Kopenhagen Toeschouwers: 21.523 Scheidsrechter: Jonas Eriksson (SWE) |

|                                                                  |       |                                         |          |                                                                                             |
| 26 maart Kwalificatie EK 2012 № 895 «onderlinge duels» 15:00 uur | Wales | 0 – 2                                   | Engeland | Millennium Stadium, Cardiff Toeschouwers: 68.959 Scheidsrechter: Olegário Benquerença (POR) |
| 26 maart Kwalificatie EK 2012 № 895 «onderlinge duels» 15:00 uur |       | 7' (pen.) Frank Lampard 15' Darren Bent |          | Millennium Stadium, Cardiff Toeschouwers: 68.959 Scheidsrechter: Olegário Benquerença (POR) |

|                                                               |                  |       |                    |                                                                                 |
| 29 maart Vriendschappelijk № 896 «onderlinge duels» 20:00 uur | Engeland         | 1 – 1 | Ghana              | Wembley Stadium, Londen Toeschouwers: 80.102 Scheidsrechter: Cüneyt Çakır (TUR) |
| 29 maart Vriendschappelijk № 896 «onderlinge duels» 20:00 uur | Andy Carroll 43' |       | 90+1' Asamoah Gyan | Wembley Stadium, Londen Toeschouwers: 80.102 Scheidsrechter: Cüneyt Çakır (TUR) |

|                                                                |                                           |       |                                                 |                                                                                  |
| 4 juni Kwalificatie EK 2012 № 897 «onderlinge duels» 16:45 uur | Engeland                                  | 2 – 2 | Zwitserland                                     | Wembley Stadium, Londen Toeschouwers: 84.459 Scheidsrechter: Damir Skomina (SLO) |
| 4 juni Kwalificatie EK 2012 № 897 «onderlinge duels» 16:45 uur | Frank Lampard 37' (pen.) Ashley Young 51' |       | 32' Tranquillo Barnetta 35' Tranquillo Barnetta | Wembley Stadium, Londen Toeschouwers: 84.459 Scheidsrechter: Damir Skomina (SLO) |

|                                                  |          |          |           |                         |
| 10 augustus Vriendschappelijk «onderlinge duels» | Engeland | afgelast | Nederland | Wembley Stadium, Londen |
| 10 augustus Vriendschappelijk «onderlinge duels» |          |          |           | Wembley Stadium, Londen |

|                                                                     |           |                                                   |          | |
| 2 september Kwalificatie EK 2012 № 898 «onderlinge duels» 19:15 uur | Bulgarije | 0 – 3                                             | Engeland | Vasil Levski Nationaal Stadion, Sofia Toeschouwers: 36.521 Scheidsrechter: Frank De Bleeckere (BEL) |
| 2 september Kwalificatie EK 2012 № 898 «onderlinge duels» 19:15 uur |           | 13' Gary Cahill 21' Wayne Rooney 44' Wayne Rooney |          | Vasil Levski Nationaal Stadion, Sofia Toeschouwers: 36.521 Scheidsrechter: Frank De Bleeckere (BEL) |

|                                                                     |                  |       |       |                                                                                         |
| 6 september Kwalificatie EK 2012 № 899 «onderlinge duels» 20:45 uur | Engeland         | 1 – 0 | Wales | Wembley Stadium, Londen Toeschouwers: 77.128 Scheidsrechter: Robert Schörgenhofer (AUT) |
| 6 september Kwalificatie EK 2012 № 899 «onderlinge duels» 20:45 uur | Ashley Young 35' |       |       | Wembley Stadium, Londen Toeschouwers: 77.128 Scheidsrechter: Robert Schörgenhofer (AUT) |

|                                                                   |                                          |       |                                  |                                                                                         |
| 7 oktober Kwalificatie EK 2012 № 900 «onderlinge duels» 20:00 uur | Montenegro                               | 2 – 2 | Engeland                         | Pod Goricomstadion, Podgorica Toeschouwers: 11.340 Scheidsrechter: Wolfgang Stark (GER) |
| 7 oktober Kwalificatie EK 2012 № 900 «onderlinge duels» 20:00 uur | Elsad Zverotić 45' Andrija Delibašić 90' |       | 11' Ashley Young 31' Darren Bent | Pod Goricomstadion, Podgorica Toeschouwers: 11.340 Scheidsrechter: Wolfgang Stark (GER) |

|                                                                  |                   |       |        |                                                                                       |
| 12 november Vriendschappelijk № 901 «onderlinge duels» 17:15 uur | Engeland          | 1 – 0 | Spanje | Wembley Stadium, Londen Toeschouwers: 87.189 Scheidsrechter: Frank De Bleeckere (BEL) |
| 12 november Vriendschappelijk № 901 «onderlinge duels» 17:15 uur | Frank Lampard 49' |       |        | Wembley Stadium, Londen Toeschouwers: 87.189 Scheidsrechter: Frank De Bleeckere (BEL) |

|                                                                  |                  |       |        |                                                                                   |
| 15 november Vriendschappelijk № 902 «onderlinge duels» 20:00 uur | Engeland         | 1 – 0 | Zweden | Wembley Stadium, Londen Toeschouwers: 48.876 Scheidsrechter: Pavel Královec (CZE) |
| 15 november Vriendschappelijk № 902 «onderlinge duels» 20:00 uur | Gareth Barry 22' |       |        | Wembley Stadium, Londen Toeschouwers: 48.876 Scheidsrechter: Pavel Královec (CZE) |

### 2012
|                                                                  |                                    |       |                                                             |                                                                                |
| 29 februari Vriendschappelijk № 903 «onderlinge duels» 21:00 uur | Engeland                           | 2 – 3 | Nederland                                                   | Wembley Stadium, Londen Toeschouwers: 76.283 Scheidsrechter: Felix Brych (GER) |
| 29 februari Vriendschappelijk № 903 «onderlinge duels» 21:00 uur | Gary Cahill 85' Ashley Young 90+1' |       | 57' Arjen Robben 58' Klaas-Jan Huntelaar 90+3' Arjen Robben | Wembley Stadium, Londen Toeschouwers: 76.283 Scheidsrechter: Felix Brych (GER) |

|                                                             |           |                 |          |                                                                                 |
| 26 mei Vriendschappelijk № 904 «onderlinge duels» 20:45 uur | Noorwegen | 0 – 1           | Engeland | Ullevaalstadion, Oslo Toeschouwers: 21.496 Scheidsrechter: Michael Weiner (GER) |
| 26 mei Vriendschappelijk № 904 «onderlinge duels» 20:45 uur |           | 9' Ashley Young |          | Ullevaalstadion, Oslo Toeschouwers: 21.496 Scheidsrechter: Michael Weiner (GER) |

|                                                             |                   |       |        |                                                                                    |
| 2 juni Vriendschappelijk № 905 «onderlinge duels» 18:15 uur | Engeland          | 1 – 0 | België | Wembley Stadium, Londen Toeschouwers: 85.091 Scheidsrechter: Peter Rasmussen (DEN) |
| 2 juni Vriendschappelijk № 905 «onderlinge duels» 18:15 uur | Danny Welbeck 36' |       |        | Wembley Stadium, Londen Toeschouwers: 85.091 Scheidsrechter: Peter Rasmussen (DEN) |

| EK voetbal 2012 |
| --------------- |

|                                                                 |                 |       |                    |                                                                                 |
| 11 juni EK-eindronde Groep D № 906 «onderlinge duels» 19:00 uur | Frankrijk       | 1 – 1 | Engeland           | NSK Olimpiejsky, Kiev Toeschouwers: 47.400 Scheidsrechter: Nicola Rizzoli (ITA) |
| 11 juni EK-eindronde Groep D № 906 «onderlinge duels» 19:00 uur | Samir Nasri 39' |       | 30' Joleon Lescott | NSK Olimpiejsky, Kiev Toeschouwers: 47.400 Scheidsrechter: Nicola Rizzoli (ITA) |

|                                                                 |                                           |       |                                                     |                                                                                |
| 15 juni EK-eindronde Groep D № 907 «onderlinge duels» 22:00 uur | Zweden                                    | 2 – 3 | Engeland                                            | NSK Olimpiejsky, Kiev Toeschouwers: 48.000 Scheidsrechter: Damir Skomina (SLO) |
| 15 juni EK-eindronde Groep D № 907 «onderlinge duels» 22:00 uur | Glen Johnson 49' (e.d.) Olof Mellberg 59' |       | 23' Andy Carroll 64' Theo Walcott 78' Danny Welbeck | NSK Olimpiejsky, Kiev Toeschouwers: 48.000 Scheidsrechter: Damir Skomina (SLO) |

|                                                                 |                  |       |          |                                                                                |
| 19 juni EK-eindronde Groep D № 908 «onderlinge duels» 20:45 uur | Engeland         | 1 – 0 | Oekraïne | Donbas Arena, Donetsk Toeschouwers: 48.700 Scheidsrechter: Viktor Kassai (HUN) |
| 19 juni EK-eindronde Groep D № 908 «onderlinge duels» 20:45 uur | Wayne Rooney 48' |       |          | Donbas Arena, Donetsk Toeschouwers: 48.700 Scheidsrechter: Viktor Kassai (HUN) |

|                                                                     |                                                      |       |                                                                                      |                                                                                |
| 24 juni EK-eindronde Kwartfinale № 909 «onderlinge duels» 20:45 uur | Engeland                                             | 0 – 0 | Italië                                                                               | NSK Olimpiejsky, Kiev Toeschouwers: 64.340 Scheidsrechter: Pedro Proença (POR) |
| 24 juni EK-eindronde Kwartfinale № 909 «onderlinge duels» 20:45 uur |                                                      |       |                                                                                      | NSK Olimpiejsky, Kiev Toeschouwers: 64.340 Scheidsrechter: Pedro Proença (POR) |
| 24 juni EK-eindronde Kwartfinale № 909 «onderlinge duels» 20:45 uur | Strafschoppen                                        |       |                                                                                      | NSK Olimpiejsky, Kiev Toeschouwers: 64.340 Scheidsrechter: Pedro Proença (POR) |
| 24 juni EK-eindronde Kwartfinale № 909 «onderlinge duels» 20:45 uur | Steven Gerrard Wayne Rooney Ashley Young Ashley Cole | 2 – 4 | Mario Balotelli Riccardo Montolivo Andrea Pirlo Antonio Nocerino Alessandro Diamanti | NSK Olimpiejsky, Kiev Toeschouwers: 64.340 Scheidsrechter: Pedro Proença (POR) |

|  |  |  |  |  |  |  |  |  |

|                                                                  |                                     |       |                      |                                                                               |
| 15 augustus Vriendschappelijk № 910 «onderlinge duels» 20:00 uur | Engeland                            | 2 – 1 | Italië               | Stade de Suisse, Bern Toeschouwers: 15.000 Scheidsrechter: Sascha Kever (SUI) |
| 15 augustus Vriendschappelijk № 910 «onderlinge duels» 20:00 uur | Phil Jagielka 27' Jermain Defoe 80' |       | 15' Daniele De Rossi | Stade de Suisse, Bern Toeschouwers: 15.000 Scheidsrechter: Sascha Kever (SUI) |

|                                                                             |          |                                                                                                  |          |                                                                                      |
| 7 september Kwalificatie WK 2014 Groep H № 911 «onderlinge duels» 20:45 uur | Moldavië | 0 – 5                                                                                            | Engeland | Stadionul Zimbru, Chisinau Toeschouwers: 10.500 Scheidsrechter: Pol van Boekel (NED) |
| 7 september Kwalificatie WK 2014 Groep H № 911 «onderlinge duels» 20:45 uur |          | 4' (pen.) Frank Lampard 29' Frank Lampard 32' Jermain Defoe 74' James Milner 83' Leighton Baines |          | Stadionul Zimbru, Chisinau Toeschouwers: 10.500 Scheidsrechter: Pol van Boekel (NED) |

|                                                                              |                          |       |                        |                                                                                 |
| 11 september Kwalificatie WK 2014 Groep H № 912 «onderlinge duels» 20:00 uur | Engeland                 | 1 – 1 | Oekraïne               | Wembley Stadium, Londen Toeschouwers: 68.102 Scheidsrechter: Cüneyt Çakır (TUR) |
| 11 september Kwalificatie WK 2014 Groep H № 912 «onderlinge duels» 20:00 uur | Frank Lampard 87' (pen.) |       | 38' Jevhen Konopljanka | Wembley Stadium, Londen Toeschouwers: 68.102 Scheidsrechter: Cüneyt Çakır (TUR) |

|                                                                            | |       |            |                                                                                      |
| 12 oktober Kwalificatie WK 2014 Groep H № 913 «onderlinge duels» 20:00 uur | Engeland                                                                                                 | 5 – 0 | San Marino | Wembley Stadium, Londen Toeschouwers: 85.654 Scheidsrechter: Gediminas Mažeika (LTU) |
| 12 oktober Kwalificatie WK 2014 Groep H № 913 «onderlinge duels» 20:00 uur | Wayne Rooney 35' (pen.) Danny Welbeck 37' Wayne Rooney 70' Danny Welbeck 72' Alex Oxlade-Chamberlain 77' |       |            | Wembley Stadium, Londen Toeschouwers: 85.654 Scheidsrechter: Gediminas Mažeika (LTU) |

|                                                                            |                |       |                  |                                                                                        |
| 17 oktober Kwalificatie WK 2014 Groep H № 914 «onderlinge duels» 16:00 uur | Polen          | 1 – 1 | Engeland         | Nationaal Stadion, Warschau Toeschouwers: 47.000 Scheidsrechter: Gianluca Rocchi (ITA) |
| 17 oktober Kwalificatie WK 2014 Groep H № 914 «onderlinge duels» 16:00 uur | Kamil Glik 70' |       | 31' Wayne Rooney | Nationaal Stadion, Warschau Toeschouwers: 47.000 Scheidsrechter: Gianluca Rocchi (ITA) |

|                                                                  |                                                                                             |       |                                      |                                                                            |
| 14 november Vriendschappelijk № 915 «onderlinge duels» 20:30 uur | Zweden                                                                                      | 4 – 2 | Engeland                             | Friends Arena, Solna Toeschouwers: 49.967 Scheidsrechter: Svein Moen (NOR) |
| 14 november Vriendschappelijk № 915 «onderlinge duels» 20:30 uur | Zlatan Ibrahimović 20' Zlatan Ibrahimović 78' Zlatan Ibrahimović 84' Zlatan Ibrahimović 90' |       | 35' Danny Welbeck 38' Steven Caulker | Friends Arena, Solna Toeschouwers: 49.967 Scheidsrechter: Svein Moen (NOR) |

### 2013
|                                                                 |                                    |       |          |                                                                                  |
| 6 februari Vriendschappelijk № 916 «onderlinge duels» 20:30 uur | Engeland                           | 2 – 1 | Brazilië | Wembley Stadium, Londen Toeschouwers: 87.483 Scheidsrechter: Pedro Proença (POR) |
| 6 februari Vriendschappelijk № 916 «onderlinge duels» 20:30 uur | Wayne Rooney 26' Frank Lampard 60' |       | 48' Fred | Wembley Stadium, Londen Toeschouwers: 87.483 Scheidsrechter: Pedro Proença (POR) |

|                                                                          |            | |          |                                                                                   |
| 22 maart Kwalificatie WK 2014 Groep H № 917 «onderlinge duels» 20:00 uur | San Marino | 0 – 8 | Engeland | Stadio Olimpico, Serravalle Toeschouwers: 4.952 Scheidsrechter: Alain Bieri (SUI) |
| 22 maart Kwalificatie WK 2014 Groep H № 917 «onderlinge duels» 20:00 uur |            | 12' (e.d.) Alessandro Della Valle 29' Alex Oxlade-Chamberlain 35' Jermain Defoe 39' Ashley Young 42' Frank Lampard 54' Wayne Rooney 56' Daniel Sturridge 77' Jermain Defoe |          | Stadio Olimpico, Serravalle Toeschouwers: 4.952 Scheidsrechter: Alain Bieri (SUI) |

|                                                                          |                      |       |                 |                                                                                         |
| 26 maart Kwalificatie WK 2014 Groep H № 918 «onderlinge duels» 20:00 uur | Montenegro           | 1 – 1 | Engeland        | Pod Goricomstadion, Podgorica Toeschouwers: 11.300 Scheidsrechter: Jonas Eriksson (SWE) |
| 26 maart Kwalificatie WK 2014 Groep H № 918 «onderlinge duels» 20:00 uur | Dejan Damjanović 76' |       | 6' Wayne Rooney | Pod Goricomstadion, Podgorica Toeschouwers: 11.300 Scheidsrechter: Jonas Eriksson (SWE) |

|                                                             |                   |       |                |                                                                                   |
| 29 mei Vriendschappelijk № 919 «onderlinge duels» 20:00 uur | Engeland          | 1 – 1 | Ierland        | Wembley Stadium, Londen Toeschouwers: 80.126 Scheidsrechter: William Collum (SCO) |
| 29 mei Vriendschappelijk № 919 «onderlinge duels» 20:00 uur | Frank Lampard 23' |       | 13' Shane Long | Wembley Stadium, Londen Toeschouwers: 80.126 Scheidsrechter: William Collum (SCO) |

|                                                             |                       |       |                                              |                                                                                   |
| 2 juni Vriendschappelijk № 920 «onderlinge duels» 21:00 uur | Brazilië              | 2 – 2 | Engeland                                     | Maracaña, Rio de Janeiro Toeschouwers: 66.015 Scheidsrechter: Wilmar Roldán (COL) |
| 2 juni Vriendschappelijk № 920 «onderlinge duels» 21:00 uur | Fred 57' Paulinho 83' |       | 68' Alex Oxlade-Chamberlain 79' Wayne Rooney | Maracaña, Rio de Janeiro Toeschouwers: 66.015 Scheidsrechter: Wilmar Roldán (COL) |

|                                                                  |                                                       |       |                                     |                                                                                |
| 14 augustus Vriendschappelijk № 921 «onderlinge duels» 21:00 uur | Engeland                                              | 3 – 2 | Schotland                           | Wembley Stadium, Londen Toeschouwers: 80.485 Scheidsrechter: Felix Brych (GER) |
| 14 augustus Vriendschappelijk № 921 «onderlinge duels» 21:00 uur | Theo Walcott 29' Danny Welbeck 53' Rickie Lambert 70' |       | 11' James Morrison 49' Kenny Miller | Wembley Stadium, Londen Toeschouwers: 80.485 Scheidsrechter: Felix Brych (GER) |

|                                                                             |                                                                             |       |          |                                                                                  |
| 6 september Kwalificatie WK 2014 Groep H № 922 «onderlinge duels» 21:00 uur | Engeland                                                                    | 4 – 0 | Moldavië | Wembley Stadium, Londen Toeschouwers: 61.607 Scheidsrechter: Ivan Kružliak (SVK) |
| 6 september Kwalificatie WK 2014 Groep H № 922 «onderlinge duels» 21:00 uur | Steven Gerrard 12' Rickie Lambert 27' Danny Welbeck 45+1' Danny Welbeck 51' |       |          | Wembley Stadium, Londen Toeschouwers: 61.607 Scheidsrechter: Ivan Kružliak (SVK) |

|                                                                              |          |       |          |                                                                                |
| 10 september Kwalificatie WK 2014 Groep H № 923 «onderlinge duels» 20:00 uur | Oekraïne | 0 – 0 | Engeland | NSK Olimpiejsky, Kiev Toeschouwers: 69.894 Scheidsrechter: Pedro Proença (POR) |
| 10 september Kwalificatie WK 2014 Groep H № 923 «onderlinge duels» 20:00 uur |          |       |          | NSK Olimpiejsky, Kiev Toeschouwers: 69.894 Scheidsrechter: Pedro Proença (POR) |

|                                                                            |                                                                                               |       |                      |                                                                                    |
| 11 oktober Kwalificatie WK 2014 Groep H № 924 «onderlinge duels» 21:00 uur | Engeland                                                                                      | 4 – 1 | Montenegro           | Wembley Stadium, Londen Toeschouwers: 83.807 Scheidsrechter: Alberto Undiano (ESP) |
| 11 oktober Kwalificatie WK 2014 Groep H № 924 «onderlinge duels» 21:00 uur | Wayne Rooney 48' Branko Bošković 62' (e.d.) Andros Townsend 78' Daniel Sturridge 90+3' (pen.) |       | 71' Dejan Damjanović | Wembley Stadium, Londen Toeschouwers: 83.807 Scheidsrechter: Alberto Undiano (ESP) |

|                                                                 |                                     |       |       |                                                                                  |
| 15 oktober Kwalificatie WK 2014 Groep H № 925 onderlinge duels» | Engeland                            | 2 – 0 | Polen | Wembley Stadium, Londen Toeschouwers: 85.186 Scheidsrechter: Damir Skomina (SLO) |
| 15 oktober Kwalificatie WK 2014 Groep H № 925 onderlinge duels» | Wayne Rooney 41' Steven Gerrard 88' |       |       | Wembley Stadium, Londen Toeschouwers: 85.186 Scheidsrechter: Damir Skomina (SLO) |

|                                                                  |          |                                        |       |                                                                                  |
| 15 november Vriendschappelijk № 926 «onderlinge duels» 20:00 uur | Engeland | 0 – 2                                  | Chili | Wembley Stadium, Londen Toeschouwers: 62.953 Scheidsrechter: Florian Meyer (GER) |
| 15 november Vriendschappelijk № 926 «onderlinge duels» 20:00 uur |          | 7' Alexis Sánchez 90+4' Alexis Sánchez |       | Wembley Stadium, Londen Toeschouwers: 62.953 Scheidsrechter: Florian Meyer (GER) |

|                                                                  |          |                     |           |                                                                                    |
| 19 november Vriendschappelijk № 927 «onderlinge duels» 20:00 uur | Engeland | 0 – 1               | Duitsland | Wembley Stadium, Londen Toeschouwers: 85.934 Scheidsrechter: Stéphane Lannoy (FRA) |
| 19 november Vriendschappelijk № 927 «onderlinge duels» 20:00 uur |          | 39' Per Mertesacker |           | Wembley Stadium, Londen Toeschouwers: 85.934 Scheidsrechter: Stéphane Lannoy (FRA) |

### 2014
|                                                    |                      |       |            |                                                                               |
| 5 maart Vriendschappelijk № 928 «onderlinge duels» | Engeland             | 1 – 0 | Denemarken | Wembley Stadium, Londen Toeschouwers: 68.573 Scheidsrechter: Kevin Blom (NED) |
| 5 maart Vriendschappelijk № 928 «onderlinge duels» | Daniel Sturridge 82' |       |            | Wembley Stadium, Londen Toeschouwers: 68.573 Scheidsrechter: Kevin Blom (NED) |

|                                                             |                                                        |       |      |                                                                                  |
| 30 mei Vriendschappelijk № 929 «onderlinge duels» 20:00 uur | Engeland                                               | 3 – 0 | Peru | Wembley Stadium, Londen Toeschouwers: 83.578 Scheidsrechter: Viktor Kassai (HUN) |
| 30 mei Vriendschappelijk № 929 «onderlinge duels» 20:00 uur | Daniel Sturridge 32' Gary Cahill 65' Phil Jagielka 70' |       |      | Wembley Stadium, Londen Toeschouwers: 83.578 Scheidsrechter: Viktor Kassai (HUN) |

|                                                             |                                      |       |                                     |                                                                                         |
| 4 juni Vriendschappelijk № 930 «onderlinge duels» 20:00 uur | Ecuador                              | 2 – 2 | Engeland                            | Sun Life Stadium, Miami Gardens Toeschouwers: 21.534 Scheidsrechter: Jair Marrufo (USA) |
| 4 juni Vriendschappelijk № 930 «onderlinge duels» 20:00 uur | Enner Valencia 8' Michael Arroyo 70' |       | 29' Wayne Rooney 51' Rickie Lambert | Sun Life Stadium, Miami Gardens Toeschouwers: 21.534 Scheidsrechter: Jair Marrufo (USA) |

|                                                             |          |       |          |                                                                                            |
| 7 juni Vriendschappelijk № 931 «onderlinge duels» 20:00 uur | Engeland | 0 – 0 | Honduras | Sun Life Stadium, Miami Gardens Toeschouwers: 18.000 Scheidsrechter: Ricardo Salazar (USA) |
| 7 juni Vriendschappelijk № 931 «onderlinge duels» 20:00 uur |          |       |          | Sun Life Stadium, Miami Gardens Toeschouwers: 18.000 Scheidsrechter: Ricardo Salazar (USA) |

| WK voetbal 2014 |
| --------------- |

|                                                                         |                      |       |                                           |                                                                                    |
| 14 juni WK-eindronde Groep D № 932 «onderlinge duels» 18:00 uur (UTC−4) | Engeland             | 1 – 2 | Italië                                    | Arena da Amazônia, Manaus Toeschouwers: 39.800 Scheidsrechter: Björn Kuipers (NED) |
| 14 juni WK-eindronde Groep D № 932 «onderlinge duels» 18:00 uur (UTC−4) | Daniel Sturridge 37' |       | 35' Claudio Marchisio 50' Mario Balotelli | Arena da Amazônia, Manaus Toeschouwers: 39.800 Scheidsrechter: Björn Kuipers (NED) |

|                                                                         |                                 |       |                  |                                                                                        |
| 19 juni WK-eindronde Groep D № 933 «onderlinge duels» 17:00 uur (UTC−3) | Uruguay                         | 2 – 1 | Engeland         | Arena Corinthians, São Paulo Toeschouwers: 62.575 Scheidsrechter: Carlos Velasco (ESP) |
| 19 juni WK-eindronde Groep D № 933 «onderlinge duels» 17:00 uur (UTC−3) | Luis Suárez 39' Luis Suárez 85' |       | 75' Wayne Rooney | Arena Corinthians, São Paulo Toeschouwers: 62.575 Scheidsrechter: Carlos Velasco (ESP) |

|                                                                         |            |       |          |                                                                                             |
| 24 juni WK-eindronde Groep D № 934 «onderlinge duels» 13:00 uur (UTC−3) | Costa Rica | 0 – 0 | Engeland | Estádio Mineirão, Belo Horizonte Toeschouwers: 57.823 Scheidsrechter: Djamel Haimoudi (ALG) |
| 24 juni WK-eindronde Groep D № 934 «onderlinge duels» 13:00 uur (UTC−3) |            |       |          | Estádio Mineirão, Belo Horizonte Toeschouwers: 57.823 Scheidsrechter: Djamel Haimoudi (ALG) |

|  |  |  |  |  |  |  |  |  |

|                                                                  |                         |       |           |                                                                                |
| 3 september Vriendschappelijk № 935 «onderlinge duels» 20:00 uur | Engeland                | 1 – 0 | Noorwegen | Wembley Stadium, Londen Toeschouwers: 40.181 Scheidsrechter: Jorge Sousa (POR) |
| 3 september Vriendschappelijk № 935 «onderlinge duels» 20:00 uur | Wayne Rooney 68' (pen.) |       |           | Wembley Stadium, Londen Toeschouwers: 40.181 Scheidsrechter: Jorge Sousa (POR) |

|                                                                     |             |                                       |          |                                                                               |
| 8 september Kwalificatie EK 2016 № 936 «onderlinge duels» 20:45 uur | Zwitserland | 0 – 2                                 | Engeland | St. Jakob Park, Basel Toeschouwers: 35.500 Scheidsrechter: Cüneyt Çakır (TUR) |
| 8 september Kwalificatie EK 2016 № 936 «onderlinge duels» 20:45 uur |             | 58' Danny Welbeck 90+4' Danny Welbeck |          | St. Jakob Park, Basel Toeschouwers: 35.500 Scheidsrechter: Cüneyt Çakır (TUR) |

|                                                                   | |       |            |                                                                                  |
| 9 oktober Kwalificatie EK 2016 № 937 «onderlinge duels» 20:45 uur | Engeland | 5 – 0 | San Marino | Wembley Stadium, Londen Toeschouwers: 55.990 Scheidsrechter: Marcin Borski (POL) |
| 9 oktober Kwalificatie EK 2016 № 937 «onderlinge duels» 20:45 uur | Phil Jagielka 25' Wayne Rooney 43' (pen.) Danny Welbeck 49' Andros Townsend 72' Alessandro Della Valle 78' (e.d.) |       |            | Wembley Stadium, Londen Toeschouwers: 55.990 Scheidsrechter: Marcin Borski (POL) |

|                                                                    |         |                  |          |                                                                                      |
| 12 oktober Kwalificatie EK 2016 № 938 «onderlinge duels» 18:00 uur | Estland | 0 – 1            | Engeland | A. Le Coq Arena, Tallinn Toeschouwers: 10.195 Scheidsrechter: Marijo Strahonja (CRO) |
| 12 oktober Kwalificatie EK 2016 № 938 «onderlinge duels» 18:00 uur |         | 74' Wayne Rooney |          | A. Le Coq Arena, Tallinn Toeschouwers: 10.195 Scheidsrechter: Marijo Strahonja (CRO) |

|                                                                     |                                                             |       |                             |                                                                                         |
| 15 november Kwalificatie EK 2016 № 939 «onderlinge duels» 18:00 uur | Engeland                                                    | 3 – 1 | Slovenië                    | Wembley Stadium, Londen Toeschouwers: 82.305 Scheidsrechter: Olegário Benquerença (POR) |
| 15 november Kwalificatie EK 2016 № 939 «onderlinge duels» 18:00 uur | Wayne Rooney 59' (pen.) Danny Welbeck 66' Danny Welbeck 72' |       | 58' (e.d.) Jordan Henderson | Wembley Stadium, Londen Toeschouwers: 82.305 Scheidsrechter: Olegário Benquerença (POR) |

|                                                        |                      |       |                                                               |                                                                                |
| 18 november Vriendschappelijk № 940 «onderlinge duels» | Schotland            | 1 – 3 | Engeland                                                      | Celtic Park, Glasgow Toeschouwers: 49.526 Scheidsrechter: Jonas Eriksson (SWE) |
| 18 november Vriendschappelijk № 940 «onderlinge duels» | Andrew Robertson 83' |       | 32' Alex Oxlade-Chamberlain 47' Wayne Rooney 85' Wayne Rooney | Celtic Park, Glasgow Toeschouwers: 49.526 Scheidsrechter: Jonas Eriksson (SWE) |

### 2015
|                                                                  |                                                                    |       |          |                                                                                   |
| 27 maart Kwalificatie EK 2016 № 941 «onderlinge duels» 20:45 uur | Engeland                                                           | 4 – 0 | Litouwen | Wembley Stadium, Londen Toeschouwers: 83.671 Scheidsrechter: Pavel Královec (CZE) |
| 27 maart Kwalificatie EK 2016 № 941 «onderlinge duels» 20:45 uur | Wayne Rooney 7' Danny Welbeck 45' Danny Welbeck 58' Harry Kane 73' |       |          | Wembley Stadium, Londen Toeschouwers: 83.671 Scheidsrechter: Pavel Královec (CZE) |

|                                                               |                    |       |                     |                                                                                 |
| 31 maart Vriendschappelijk № 942 «onderlinge duels» 20:45 uur | Italië             | 1 – 1 | Engeland            | Juventus Stadium, Turijn Toeschouwers: 31.138 Scheidsrechter: Felix Brych (GER) |
| 31 maart Vriendschappelijk № 942 «onderlinge duels» 20:45 uur | Graziano Pellè 29' |       | 79' Andros Townsend | Juventus Stadium, Turijn Toeschouwers: 31.138 Scheidsrechter: Felix Brych (GER) |

|                                                             |         |       |          |                                                                               |
| 7 juni Vriendschappelijk № 943 «onderlinge duels» 14:00 uur | Ierland | 0 – 0 | Engeland | Avivastadion, Dublin Toeschouwers: 43.486 Scheidsrechter: Arnold Hunter (NIR) |
| 7 juni Vriendschappelijk № 943 «onderlinge duels» 14:00 uur |         |       |          | Avivastadion, Dublin Toeschouwers: 43.486 Scheidsrechter: Arnold Hunter (NIR) |

|                                                                 |                                        |       |                                                      |                                                                                               |
| 14 juni Kwalificatie EK 2016 № 944 «onderlinge duels» 18:00 uur | Slovenië                               | 2 – 3 | Engeland                                             | Stožicestadion, Ljubljana Toeschouwers: 15.700 Scheidsrechter: Alberto Undiano Mallenco (ESP) |
| 14 juni Kwalificatie EK 2016 № 944 «onderlinge duels» 18:00 uur | Milivoje Novakovič 37' Nejc Pečnik 84' |       | 57' Jack Wilshere 73' Jack Wilshere 86' Wayne Rooney | Stožicestadion, Ljubljana Toeschouwers: 15.700 Scheidsrechter: Alberto Undiano Mallenco (ESP) |

|                                                                     |            | |          |                                                                                        |
| 5 september Kwalificatie EK 2016 № 945 «onderlinge duels» 18:00 uur | San Marino | 0 – 6 | Engeland | Stadio Olimpico, Serravalle Toeschouwers: 4.378 Scheidsrechter: Leontios Trattou (CYP) |
| 5 september Kwalificatie EK 2016 № 945 «onderlinge duels» 18:00 uur |            | 13' (pen.) Wayne Rooney 30' (e.d.) Cristian Brolli 46' Ross Barkley 68' Theo Walcott 77' Harry Kane 78' Theo Walcott |          | Stadio Olimpico, Serravalle Toeschouwers: 4.378 Scheidsrechter: Leontios Trattou (CYP) |

|                                                                     |                                        |       |             |                                                                                    |
| 8 september Kwalificatie EK 2016 № 946 «onderlinge duels» 20:45 uur | Engeland                               | 2 – 0 | Zwitserland | Wembley Stadium, Londen Toeschouwers: 75.751 Scheidsrechter: Gianluca Rocchi (ITA) |
| 8 september Kwalificatie EK 2016 № 946 «onderlinge duels» 20:45 uur | Harry Kane 67' Wayne Rooney 84' (pen.) |       |             | Wembley Stadium, Londen Toeschouwers: 75.751 Scheidsrechter: Gianluca Rocchi (ITA) |

|                                                                   |                                      |       |         |                                                                               |
| 9 oktober Kwalificatie EK 2016 № 947 «onderlinge duels» 20:45 uur | Engeland                             | 2 – 0 | Estland | Wembley Stadium, Londen Toeschouwers: 75.427 Scheidsrechter: István Vad (HUN) |
| 9 oktober Kwalificatie EK 2016 № 947 «onderlinge duels» 20:45 uur | Theo Walcott 45' Raheem Sterling 85' |       |         | Wembley Stadium, Londen Toeschouwers: 75.427 Scheidsrechter: István Vad (HUN) |

|                                                                    |          |                                                                            |          |                                                                            |
| 12 oktober Kwalificatie EK 2016 № 948 «onderlinge duels» 20:45 uur | Litouwen | 0 – 3                                                                      | Engeland | LFF-stadion, Vilnius Toeschouwers: 5.051 Scheidsrechter: Kenn Hansen (DEN) |
| 12 oktober Kwalificatie EK 2016 № 948 «onderlinge duels» 20:45 uur |          | 29' Ross Barkley 35' (e.d.) Giedrius Arlauskis 62' Alex Oxlade-Chamberlain |          | LFF-stadion, Vilnius Toeschouwers: 5.051 Scheidsrechter: Kenn Hansen (DEN) |

|                                                                  |                                    |       |          |                                                                                              |
| 13 november Vriendschappelijk № 949 «onderlinge duels» 20:45 uur | Spanje                             | 2 – 0 | Engeland | Estadio José Rico Pérez, Alicante Toeschouwers: 25.300 Scheidsrechter: Paolo Mazzoleni (ITA) |
| 13 november Vriendschappelijk № 949 «onderlinge duels» 20:45 uur | Mario Gaspar 72' Santi Cazorla 84' |       |          | Estadio José Rico Pérez, Alicante Toeschouwers: 25.300 Scheidsrechter: Paolo Mazzoleni (ITA) |

|                                                                  |                                |       |           |                                                                                   |
| 17 november Vriendschappelijk № 950 «onderlinge duels» 20:45 uur | Engeland                       | 2 – 0 | Frankrijk | Wembley Stadium, Londen Toeschouwers: 79.223 Scheidsrechter: Jonas Eriksson (SWE) |
| 17 november Vriendschappelijk № 950 «onderlinge duels» 20:45 uur | Dele Alli 39' Wayne Rooney 48' |       |           | Wembley Stadium, Londen Toeschouwers: 79.223 Scheidsrechter: Jonas Eriksson (SWE) |

### 2016
|                                                               |                                |       |                                                |                                                                                    |
| 26 maart Vriendschappelijk № 951 «onderlinge duels» 20:45 uur | Duitsland                      | 2 – 3 | Engeland                                       | Olympiastadion, Berlijn Toeschouwers: 71.413 Scheidsrechter: Gianluca Rocchi (ITA) |
| 26 maart Vriendschappelijk № 951 «onderlinge duels» 20:45 uur | Toni Kroos 43' Mario Gómez 57' |       | 61' Harry Kane 75' Jamie Vardy 90+2' Eric Dier | Olympiastadion, Berlijn Toeschouwers: 71.413 Scheidsrechter: Gianluca Rocchi (ITA) |

|                                                               |                 |       |                                                 |                                                                                        |
| 29 maart Vriendschappelijk № 952 «onderlinge duels» 21:00 uur | Engeland        | 1 – 2 | Nederland                                       | Wembley Stadium, Londen Toeschouwers: 82.831 Scheidsrechter: Antonio Mateu Lahoz (ESP) |
| 29 maart Vriendschappelijk № 952 «onderlinge duels» 21:00 uur | Jamie Vardy 40' |       | 50' (pen.) Vincent Janssen 76' Luciano Narsingh | Wembley Stadium, Londen Toeschouwers: 82.831 Scheidsrechter: Antonio Mateu Lahoz (ESP) |

|                                                             |                               |       |                      |                                                                                     |
| 22 mei Vriendschappelijk № 953 «onderlinge duels» 18:15 uur | Engeland                      | 2 – 1 | Turkije              | Etihad Stadium, Manchester Toeschouwers: 44.866 Scheidsrechter: Deniz Aytekin (GER) |
| 22 mei Vriendschappelijk № 953 «onderlinge duels» 18:15 uur | Harry Kane 3' Jamie Vardy 83' |       | 13' Hakan Çalhanoğlu | Etihad Stadium, Manchester Toeschouwers: 44.866 Scheidsrechter: Deniz Aytekin (GER) |

|                                                             |                                     |       |                      |                                                                                        |
| 27 mei Vriendschappelijk № 954 «onderlinge duels» 20:45 uur | Engeland                            | 2 – 1 | Australië            | Stadium of Light, Sunderland Toeschouwers: 46.595 Scheidsrechter: Danny Makkelie (NED) |
| 27 mei Vriendschappelijk № 954 «onderlinge duels» 20:45 uur | Marcus Rashford 3' Wayne Rooney 55' |       | 75' (e.d.) Eric Dier | Stadium of Light, Sunderland Toeschouwers: 46.595 Scheidsrechter: Danny Makkelie (NED) |

|                                                             |                    |       |          |                                                                                |
| 2 juni Vriendschappelijk № 955 «onderlinge duels» 20:45 uur | Engeland           | 1 – 0 | Portugal | Wembley Stadium, Londen Toeschouwers: 82.503 Scheidsrechter: Marco Guida (ITA) |
| 2 juni Vriendschappelijk № 955 «onderlinge duels» 20:45 uur | Chris Smalling 86' |       |          | Wembley Stadium, Londen Toeschouwers: 82.503 Scheidsrechter: Marco Guida (ITA) |

| EK 2016 |
| ------- |

|                                                            |               |       |                          |                                                                                      |
| 11 juni EK 2016 Groep B № 956 «onderlinge duels» 21:00 uur | Engeland      | 1 – 1 | Rusland                  | Stade Vélodrome, Marseille Toeschouwers: 62.343 Scheidsrechter: Nicola Rizzoli (ITA) |
| 11 juni EK 2016 Groep B № 956 «onderlinge duels» 21:00 uur | Eric Dier 71' |       | 90+2' Vasili Berezoetski | Stade Vélodrome, Marseille Toeschouwers: 62.343 Scheidsrechter: Nicola Rizzoli (ITA) |

|                                                            |                                        |       |                 |                                                                                 |
| 16 juni EK 2016 Groep B № 957 «onderlinge duels» 15:00 uur | Engeland                               | 2 – 1 | Wales           | Parc des Princes, Parijs Toeschouwers: 34.033 Scheidsrechter: Felix Brych (GER) |
| 16 juni EK 2016 Groep B № 957 «onderlinge duels» 15:00 uur | Jamie Vardy 56' Daniel Sturridge 90+1' |       | 42' Gareth Bale | Parc des Princes, Parijs Toeschouwers: 34.033 Scheidsrechter: Felix Brych (GER) |

|                                                            |           |       |          | |
| 20 juni EK 2016 Groep B № 958 «onderlinge duels» 21:00 uur | Slowakije | 0 – 0 | Engeland | Stade Geoffroy-Guichard, Saint-Étienne Toeschouwers: 39.051 Scheidsrechter: Carlos Velasco Carballo (ESP) |
| 20 juni EK 2016 Groep B № 958 «onderlinge duels» 21:00 uur |           |       |          | Stade Geoffroy-Guichard, Saint-Étienne Toeschouwers: 39.051 Scheidsrechter: Carlos Velasco Carballo (ESP) |

|                                                                   |                        |       |                                              |                                                                                |
| 27 juni EK 2016 Achtste finale № 959 «onderlinge duels» 21:00 uur | Engeland               | 1 – 2 | IJsland                                      | Allianz Riviera, Nice Toeschouwers: 33.901 Scheidsrechter: Damir Skomina (SLO) |
| 27 juni EK 2016 Achtste finale № 959 «onderlinge duels» 21:00 uur | Wayne Rooney 4' (pen.) |       | 6' Ragnar Sigurðsson 18' Kolbeinn Sigþórsson | Allianz Riviera, Nice Toeschouwers: 33.901 Scheidsrechter: Damir Skomina (SLO) |

|  |  |  |  |  |  |  |  |  |

|                                                                             |           |                    |          |                                                                                              |
| 4 september Kwalificatie WK 2018 Groep F № 960 «onderlinge duels» 20:45 uur | Slowakije | 0 – 1              | Engeland | Štadión Antona Malatinského, Trnava Toeschouwers: 18.111 Scheidsrechter: Milorad Mažić (SRB) |
| 4 september Kwalificatie WK 2018 Groep F № 960 «onderlinge duels» 20:45 uur |           | 90+5' Adam Lallana |          | Štadión Antona Malatinského, Trnava Toeschouwers: 18.111 Scheidsrechter: Milorad Mažić (SRB) |

|                                                                           |                                    |       |       |                                                                                       |
| 8 oktober Kwalificatie WK 2018 Groep F № 961 «onderlinge duels» 20:45 uur | Engeland                           | 2 – 0 | Malta | Wembley Stadium, Londen Toeschouwers: 81.781 Scheidsrechter: Stefan Johannesson (SWE) |
| 8 oktober Kwalificatie WK 2018 Groep F № 961 «onderlinge duels» 20:45 uur | Daniel Sturridge 29' Dele Alli 38' |       |       | Wembley Stadium, Londen Toeschouwers: 81.781 Scheidsrechter: Stefan Johannesson (SWE) |

|                                                                            |          |       |          |                                                                                    |
| 11 oktober Kwalificatie WK 2018 Groep F № 962 «onderlinge duels» 20:45 uur | Slovenië | 0 – 0 | Engeland | Stožicestadion, Ljubljana Toeschouwers: 13.274 Scheidsrechter: Deniz Aytekin (GER) |
| 11 oktober Kwalificatie WK 2018 Groep F № 962 «onderlinge duels» 20:45 uur |          |       |          | Stožicestadion, Ljubljana Toeschouwers: 13.274 Scheidsrechter: Deniz Aytekin (GER) |

|                                                                             |                                                       |       |           |                                                                                 |
| 11 november Kwalificatie WK 2018 Groep F № 963 «onderlinge duels» 20:45 uur | Engeland                                              | 3 – 0 | Schotland | Wembley Stadium, Londen Toeschouwers: 87.258 Scheidsrechter: Cüneyt Çakır (TUR) |
| 11 november Kwalificatie WK 2018 Groep F № 963 «onderlinge duels» 20:45 uur | Daniel Sturridge 24' Adam Lallana 50' Gary Cahill 61' |       |           | Wembley Stadium, Londen Toeschouwers: 87.258 Scheidsrechter: Cüneyt Çakır (TUR) |

|                                                                  |                                 |       |                           |                                                                                   |
| 15 november Vriendschappelijk № 964 «onderlinge duels» 21:00 uur | Engeland                        | 2 – 2 | Spanje                    | Wembley Stadium, Londen Toeschouwers: 83.716 Scheidsrechter: Ovidiu Haţegan (ROM) |
| 15 november Vriendschappelijk № 964 «onderlinge duels» 21:00 uur | Adam Lallana 9' Jamie Vardy 48' |       | 89' Iago Aspas 90+6' Isco | Wembley Stadium, Londen Toeschouwers: 83.716 Scheidsrechter: Ovidiu Haţegan (ROM) |

### 2017
|                                                               |                    |       |          |                                                                                      |
| 22 maart Vriendschappelijk № 965 «onderlinge duels» 20:45 uur | Duitsland          | 1 – 0 | Engeland | Signal Iduna Park, Dortmund Toeschouwers: 59.700 Scheidsrechter: Damir Skomina (SLO) |
| 22 maart Vriendschappelijk № 965 «onderlinge duels» 20:45 uur | Lukas Podolski 69' |       |          | Signal Iduna Park, Dortmund Toeschouwers: 59.700 Scheidsrechter: Damir Skomina (SLO) |

|                                                                          |                                   |       |          |                                                                                 |
| 26 maart Kwalificatie WK 2018 Groep F № 966 «onderlinge duels» 20:45 uur | Engeland                          | 2 – 0 | Litouwen | Wembley Stadium, Londen Toeschouwers: 77.690 Scheidsrechter: Ruddy Buquet (FRA) |
| 26 maart Kwalificatie WK 2018 Groep F № 966 «onderlinge duels» 20:45 uur | Jermain Defoe 21' Jamie Vardy 66' |       |          | Wembley Stadium, Londen Toeschouwers: 77.690 Scheidsrechter: Ruddy Buquet (FRA) |

|                                                                         |                                         |       |                                              |                                                                                    |
| 10 juni Kwalificatie WK 2018 Groep F № 967 «onderlinge duels» 20:45 uur | Schotland                               | 2 – 2 | Engeland                                     | Hampden Park, Glasgow Toeschouwers: 48.540 Scheidsrechter: Paolo Tagliavento (ITA) |
| 10 juni Kwalificatie WK 2018 Groep F № 967 «onderlinge duels» 20:45 uur | Leigh Griffiths 87' Leigh Griffiths 90' |       | 70' Alex Oxlade-Chamberlain 90+3' Harry Kane | Hampden Park, Glasgow Toeschouwers: 48.540 Scheidsrechter: Paolo Tagliavento (ITA) |

|                                                              |                                                          |       |                                     |                                                                                      |
| 13 juni Vriendschappelijk № 968 «onderlinge duels» 20:45 uur | Frankrijk                                                | 3 – 2 | Engeland                            | Stade de France, Saint-Denis Toeschouwers: 79.000 Scheidsrechter: Davide Massa (ITA) |
| 13 juni Vriendschappelijk № 968 «onderlinge duels» 20:45 uur | Samuel Umtiti 22' Djibril Sidibé 43' Ousmane Dembélé 78' |       | 9' Harry Kane 48' (pen.) Harry Kane | Stade de France, Saint-Denis Toeschouwers: 79.000 Scheidsrechter: Davide Massa (ITA) |

|                                                                             |       |                                                                       |          |                                                                                        |
| 1 september Kwalificatie WK 2018 Groep F № 969 «onderlinge duels» 20:45 uur | Malta | 0 – 4                                                                 | Engeland | Ta' Qalistadion, Ta' Qali Toeschouwers: 16.994 Scheidsrechter: Artur Soares Dias (POR) |
| 1 september Kwalificatie WK 2018 Groep F № 969 «onderlinge duels» 20:45 uur |       | 53' Harry Kane 85' Ryan Bertrand 90+1' Danny Welbeck 90+2' Harry Kane |          | Ta' Qalistadion, Ta' Qali Toeschouwers: 16.994 Scheidsrechter: Artur Soares Dias (POR) |

|                                                                             |                                   |       |                      |                                                                                   |
| 4 september Kwalificatie WK 2018 Groep F № 970 «onderlinge duels» 20:45 uur | Engeland                          | 2 – 1 | Slowakije            | Wembley Stadium, Londen Toeschouwers: 67.823 Scheidsrechter: Clément Turpin (FRA) |
| 4 september Kwalificatie WK 2018 Groep F № 970 «onderlinge duels» 20:45 uur | Eric Dier 37' Marcus Rashford 59' |       | 3' Stanislav Lobotka | Wembley Stadium, Londen Toeschouwers: 67.823 Scheidsrechter: Clément Turpin (FRA) |

|                                                                           |                  |       |          |                                                                                 |
| 5 oktober Kwalificatie WK 2018 Groep F № 971 «onderlinge duels» 20:45 uur | Engeland         | 1 – 0 | Slovenië | Wembley Stadium, Londen Toeschouwers: 61.598 Scheidsrechter: Felix Zwayer (GER) |
| 5 oktober Kwalificatie WK 2018 Groep F № 971 «onderlinge duels» 20:45 uur | Harry Kane 90+4' |       |          | Wembley Stadium, Londen Toeschouwers: 61.598 Scheidsrechter: Felix Zwayer (GER) |

|                                                                           |          |                       |          |                                                                               |
| 8 oktober Kwalificatie WK 2018 Groep F № 972 «onderlinge duels» 18:00 uur | Litouwen | 0 – 1                 | Engeland | LFF-stadion, Vilnius Toeschouwers: 5.400 Scheidsrechter: Orel Grinfeeld (ISR) |
| 8 oktober Kwalificatie WK 2018 Groep F № 972 «onderlinge duels» 18:00 uur |          | 27' (pen.) Harry Kane |          | LFF-stadion, Vilnius Toeschouwers: 5.400 Scheidsrechter: Orel Grinfeeld (ISR) |

|                                                                  |          |       |           |                                                                                     |
| 10 november Vriendschappelijk № 973 «onderlinge duels» 20:00 uur | Engeland | 0 – 0 | Duitsland | Wembley Stadium, Londen Toeschouwers: 81.382 Scheidsrechter: Paweł Raczkowski (POL) |
| 10 november Vriendschappelijk № 973 «onderlinge duels» 20:00 uur |          |       |           | Wembley Stadium, Londen Toeschouwers: 81.382 Scheidsrechter: Paweł Raczkowski (POL) |

|                                                                  |          |       |          |                                                                                      |
| 14 november Vriendschappelijk № 974 «onderlinge duels» 20:00 uur | Engeland | 0 – 0 | Brazilië | Wembley Stadium, Londen Toeschouwers: 84.595 Scheidsrechter: Artur Soares Dias (POR) |
| 14 november Vriendschappelijk № 974 «onderlinge duels» 20:00 uur |          |       |          | Wembley Stadium, Londen Toeschouwers: 84.595 Scheidsrechter: Artur Soares Dias (POR) |

### 2018
|                                                               |           |                   |          |                                                                                         |
| 23 maart Vriendschappelijk № 975 «onderlinge duels» 20:45 uur | Nederland | 0 – 1             | Engeland | Amsterdam Arena, Amsterdam Toeschouwers: 51.500 Scheidsrechter: Jesús Gil Manzano (ESP) |
| 23 maart Vriendschappelijk № 975 «onderlinge duels» 20:45 uur |           | 51' Jesse Lingard |          | Amsterdam Arena, Amsterdam Toeschouwers: 51.500 Scheidsrechter: Jesús Gil Manzano (ESP) |

|                                                               |                 |       |                            |                                                                                  |
| 27 maart Vriendschappelijk № 976 «onderlinge duels» 20:00 uur | Engeland        | 1 – 1 | Italië                     | Wembley Stadium, Londen Toeschouwers: 82.598 Scheidsrechter: Deniz Aytekin (GER) |
| 27 maart Vriendschappelijk № 976 «onderlinge duels» 20:00 uur | Jamie Vardy 26' |       | 87' (pen.) Lorenzo Insigne | Wembley Stadium, Londen Toeschouwers: 82.598 Scheidsrechter: Deniz Aytekin (GER) |

|                                                             |                               |       |                |                                                                                |
| 2 juni Vriendschappelijk № 977 «onderlinge duels» 17:15 uur | Engeland                      | 2 – 1 | Nigeria        | Wembley Stadium, Londen Toeschouwers: 70.025 Scheidsrechter: Marco Guida (ITA) |
| 2 juni Vriendschappelijk № 977 «onderlinge duels» 17:15 uur | Gary Cahill 7' Harry Kane 39' |       | 47' Alex Iwobi | Wembley Stadium, Londen Toeschouwers: 70.025 Scheidsrechter: Marco Guida (ITA) |

|                                                             |                                       |       |            |                                                                               |
| 7 juni Vriendschappelijk № 978 «onderlinge duels» 20:00 uur | Engeland                              | 2 – 0 | Costa Rica | Elland Road, Leeds Toeschouwers: 36.104 Scheidsrechter: Hiroyuki Kimura (JPN) |
| 7 juni Vriendschappelijk № 978 «onderlinge duels» 20:00 uur | Marcus Rashford 13' Danny Welbeck 76' |       |            | Elland Road, Leeds Toeschouwers: 36.104 Scheidsrechter: Hiroyuki Kimura (JPN) |

| WK 2018 |
| ------- |

|                                                            |                          |       |                                 |                                                                                     |
| 18 juni WK 2018 Groep G № 979 «onderlinge duels» 20:00 uur | Tunesië                  | 1 – 2 | Engeland                        | Volgograd Arena, Wolgograd Toeschouwers: 41.064 Scheidsrechter: Wilmar Roldán (COL) |
| 18 juni WK 2018 Groep G № 979 «onderlinge duels» 20:00 uur | Ferjani Sassi 35' (pen.) |       | 11' Harry Kane 90+1' Harry Kane | Volgograd Arena, Wolgograd Toeschouwers: 41.064 Scheidsrechter: Wilmar Roldán (COL) |

|                                                            | |       |                  |                                                                                          |
| 24 juni WK 2018 Groep G № 980 «onderlinge duels» 14:00 uur | Engeland | 6 – 1 | Panama           | Strelka Stadium, Nizjni Novgorod Toeschouwers: 43.319 Scheidsrechter: Gehad Grisha (EGY) |
| 24 juni WK 2018 Groep G № 980 «onderlinge duels» 14:00 uur | John Stones 8' Harry Kane 22' (pen.) Jesse Lingard 38' John Stones 40' Harry Kane 45+1' (pen.) Harry Kane 62' |       | 78' Felipe Baloy | Strelka Stadium, Nizjni Novgorod Toeschouwers: 43.319 Scheidsrechter: Gehad Grisha (EGY) |

|                                                            |          |                   |        |                                                                                     |
| 28 juni WK 2018 Groep G № 981 «onderlinge duels» 20:00 uur | Engeland | 0 – 1             | België | Arena Baltika, Kaliningrad Toeschouwers: 33.973 Scheidsrechter: Damir Skomina (SLO) |
| 28 juni WK 2018 Groep G № 981 «onderlinge duels» 20:00 uur |          | 51' Adnan Januzaj |        | Arena Baltika, Kaliningrad Toeschouwers: 33.973 Scheidsrechter: Damir Skomina (SLO) |

|                                                                  |                                                                    |              |                                                                       |                                                                                 |
| 3 juli WK 2018 Achtste finale № 982 «onderlinge duels» 20:00 uur | Colombia                                                           | 1 – 1 (n.v.) | Engeland                                                              | Otkrytieje Arena, Moskou Toeschouwers: 44.190 Scheidsrechter: Mark Geiger (USA) |
| 3 juli WK 2018 Achtste finale № 982 «onderlinge duels» 20:00 uur | Yerry Mina 90+3'                                                   |              | 57' (pen.) Harry Kane                                                 | Otkrytieje Arena, Moskou Toeschouwers: 44.190 Scheidsrechter: Mark Geiger (USA) |
| 3 juli WK 2018 Achtste finale № 982 «onderlinge duels» 20:00 uur | Strafschoppen                                                      |              |                                                                       | Otkrytieje Arena, Moskou Toeschouwers: 44.190 Scheidsrechter: Mark Geiger (USA) |
| 3 juli WK 2018 Achtste finale № 982 «onderlinge duels» 20:00 uur | Radamel Falcao Juan Cuadrado Luis Muriel Mateus Uribe Carlos Bacca | 3 – 4        | Harry Kane Marcus Rashford Jordan Henderson Kieran Trippier Eric Dier | Otkrytieje Arena, Moskou Toeschouwers: 44.190 Scheidsrechter: Mark Geiger (USA) |

|                                                               |        |                                 |          |                                                                               |
| 7 juli WK 2018 Kwartfinale № 983 «onderlinge duels» 16:00 uur | Zweden | 0 – 2                           | Engeland | Cosmos Arena, Samara Toeschouwers: 39.991 Scheidsrechter: Björn Kuipers (NED) |
| 7 juli WK 2018 Kwartfinale № 983 «onderlinge duels» 16:00 uur |        | 30' Harry Maguire 59' Dele Alli |          | Cosmos Arena, Samara Toeschouwers: 39.991 Scheidsrechter: Björn Kuipers (NED) |

|                                                                 |                                       |              |                    |                                                                                             |
| 11 juli WK 2018 Halve finale № 984 «onderlinge duels» 20:00 uur | Kroatië                               | 2 – 1 (n.v.) | Engeland           | Olympisch Stadion Loezjniki, Moskou Toeschouwers: 78.011 Scheidsrechter: Cüneyt Çakır (TUR) |
| 11 juli WK 2018 Halve finale № 984 «onderlinge duels» 20:00 uur | Ivan Perišić 68' Mario Mandžukić 109' |              | 5' Kieran Trippier | Olympisch Stadion Loezjniki, Moskou Toeschouwers: 78.011 Scheidsrechter: Cüneyt Çakır (TUR) |

|                                                                 |                                   |       |          |                                                                                                |
| 14 juli WK 2018 Troostfinale № 985 «onderlinge duels» 16:00 uur | België                            | 2 – 0 | Engeland | Stadion Krestovski, Sint-Petersburg Toeschouwers: 64.406 Scheidsrechter: Alireza Faghani (IRI) |
| 14 juli WK 2018 Troostfinale № 985 «onderlinge duels» 16:00 uur | Thomas Meunier 4' Eden Hazard 82' |       |          | Stadion Krestovski, Sint-Petersburg Toeschouwers: 64.406 Scheidsrechter: Alireza Faghani (IRI) |

|  |  |  |  |  |  |  |  |  |

|                                                                             |                     |       |                      |                                                                                   |
| 8 september UEFA Nations League Groep A4 № 986 «onderlinge duels» 20:45 uur | Engeland            | 1 – 2 | Spanje               | Wembley Stadium, Londen Toeschouwers: 81.392 Scheidsrechter: Danny Makkelie (NED) |
| 8 september UEFA Nations League Groep A4 № 986 «onderlinge duels» 20:45 uur | Marcus Rashford 11' |       | 13' Saúl 32' Rodrigo | Wembley Stadium, Londen Toeschouwers: 81.392 Scheidsrechter: Danny Makkelie (NED) |

|                                                                   |                     |       |             |                                                                                         |
| 11 september Vriendschappelijk № 987 «onderlinge duels» 20:00 uur | Engeland            | 1 – 0 | Zwitserland | King Power Stadium, Leicester Toeschouwers: 30.256 Scheidsrechter: Clément Turpin (FRA) |
| 11 september Vriendschappelijk № 987 «onderlinge duels» 20:00 uur | Marcus Rashford 54' |       |             | King Power Stadium, Leicester Toeschouwers: 30.256 Scheidsrechter: Clément Turpin (FRA) |

|                                                                            |         |       |          |                                                                            |
| 12 oktober UEFA Nations League Groep A4 № 988 «onderlinge duels» 20:45 uur | Kroatië | 0 – 0 | Engeland | Stadion Rujevica, Rijeka Toeschouwers: 0 Scheidsrechter: Felix Brych (GER) |
| 12 oktober UEFA Nations League Groep A4 № 988 «onderlinge duels» 20:45 uur |         |       |          | Stadion Rujevica, Rijeka Toeschouwers: 0 Scheidsrechter: Felix Brych (GER) |

|                                                                            |                                     |       |                                                             |                                                                                                |
| 15 oktober UEFA Nations League Groep A4 № 989 «onderlinge duels» 20:45 uur | Spanje                              | 2 – 3 | Engeland                                                    | Estadio Benito Villamarín, Sevilla Toeschouwers: 50.355 Scheidsrechter: Szymon Marciniak (POL) |
| 15 oktober UEFA Nations League Groep A4 № 989 «onderlinge duels» 20:45 uur | Paco Alcácer 58' Sergio Ramos 90+8' |       | 16' Raheem Sterling 30' Marcus Rashford 38' Raheem Sterling | Estadio Benito Villamarín, Sevilla Toeschouwers: 50.355 Scheidsrechter: Szymon Marciniak (POL) |

|                                                                  |                                                                |       |                  |                                                                                      |
| 15 november Vriendschappelijk № 990 «onderlinge duels» 20:45 uur | Engeland                                                       | 3 – 0 | Verenigde Staten | Wembley Stadium, Londen Toeschouwers: 68.155 Scheidsrechter: Jesús Gil Manzano (ESP) |
| 15 november Vriendschappelijk № 990 «onderlinge duels» 20:45 uur | Jesse Lingard 25' Trent Alexander-Arnold 27' Callum Wilson 77' |       |                  | Wembley Stadium, Londen Toeschouwers: 68.155 Scheidsrechter: Jesús Gil Manzano (ESP) |

|                                                                             |                                  |       |                     |                                                                                            |
| 18 november UEFA Nations League Groep A4 № 991 «onderlinge duels» 15:00 uur | Engeland                         | 2 – 1 | Kroatië             | Wembley Stadium, Londen Toeschouwers: 78.221 Scheidsrechter: Anastasios Sidiropoulos (GRE) |
| 18 november UEFA Nations League Groep A4 № 991 «onderlinge duels» 15:00 uur | Jesse Lingard 78' Harry Kane 85' |       | 57' Andrej Kramarić | Wembley Stadium, Londen Toeschouwers: 78.221 Scheidsrechter: Anastasios Sidiropoulos (GRE) |

### 2019
|                                                                  | |       |          |                                                                                      |
| 22 maart Kwalificatie EK 2020 № 992 «onderlinge duels» 20:45 uur | Engeland                                                                                            | 5 – 0 | Tsjechië | Wembley Stadium, Londen Toeschouwers: 82.575 Scheidsrechter: Artur Soares Dias (PRT) |
| 22 maart Kwalificatie EK 2020 № 992 «onderlinge duels» 20:45 uur | Raheem Sterling 24' Harry Kane 45+2' Raheem Sterling 62' Raheem Sterling 68' Tomáš Kalas 84' (e.d.) |       |          | Wembley Stadium, Londen Toeschouwers: 82.575 Scheidsrechter: Artur Soares Dias (PRT) |

|                                                                  |                   |       |                                                                                        |                                                                                           |
| 25 maart Kwalificatie EK 2020 № 993 «onderlinge duels» 20:45 uur | Montenegro        | 1 – 5 | Engeland                                                                               | Pod Goricomstadion, Podgorica Toeschouwers: 8.329 Scheidsrechter: Aleksej Koelbakov (BLR) |
| 25 maart Kwalificatie EK 2020 № 993 «onderlinge duels» 20:45 uur | Marko Vešović 17' |       | 30' Michael Keane 39' Ross Barkley 59' Ross Barkley 74' Harry Kane 81' Raheem Sterling | Pod Goricomstadion, Podgorica Toeschouwers: 8.329 Scheidsrechter: Aleksej Koelbakov (BLR) |

|                                                                              |                                                                |              |                            |                                                                                                  |
| 6 juni Nations League Finals Halve finale № 994 «onderlinge duels» 20:45 uur | Nederland                                                      | 3 – 1 (n.v.) | Engeland                   | Estádio D. Afonso Henriques, Guimarães Toeschouwers: 25.711 Scheidsrechter: Clément Turpin (FRA) |
| 6 juni Nations League Finals Halve finale № 994 «onderlinge duels» 20:45 uur | Matthijs de Ligt 73' Kyle Walker 97' (e.d.) Quincy Promes 114' |              | 32' (pen.) Marcus Rashford | Estádio D. Afonso Henriques, Guimarães Toeschouwers: 25.711 Scheidsrechter: Clément Turpin (FRA) |

|                                                                              |                                                                              |       |                                                                                   |                                                                                                  |
| 9 juni Nations League Finals Troostfinale № 995 «onderlinge duels» 15:00 uur | Zwitserland                                                                  | 0 – 0 | Engeland                                                                          | Estádio D. Afonso Henriques, Guimarães Toeschouwers: 15.472 Scheidsrechter: Ovidiu Haţegan (ROU) |
| 9 juni Nations League Finals Troostfinale № 995 «onderlinge duels» 15:00 uur |                                                                              |       |                                                                                   | Estádio D. Afonso Henriques, Guimarães Toeschouwers: 15.472 Scheidsrechter: Ovidiu Haţegan (ROU) |
| 9 juni Nations League Finals Troostfinale № 995 «onderlinge duels» 15:00 uur | Strafschoppen                                                                |       |                                                                                   | Estádio D. Afonso Henriques, Guimarães Toeschouwers: 15.472 Scheidsrechter: Ovidiu Haţegan (ROU) |
| 9 juni Nations League Finals Troostfinale № 995 «onderlinge duels» 15:00 uur | Steven Zuber Granit Xhaka Manuel Akanji Kevin Mbabu Fabian Schär Josip Drmić | 5 – 6 | Harry Maguire Ross Barkley Jadon Sancho Raheem Sterling Jordan Pickford Eric Dier | Estádio D. Afonso Henriques, Guimarães Toeschouwers: 15.472 Scheidsrechter: Ovidiu Haţegan (ROU) |

|                                                                     |                                                                         |       |           |                                                                                |
| 7 september Kwalificatie EK 2020 № 996 «onderlinge duels» 18:00 uur | Engeland                                                                | 4 – 0 | Bulgarije | Wembley Stadium, Londen Toeschouwers: 82.605 Scheidsrechter: Marco Guida (ITA) |
| 7 september Kwalificatie EK 2020 № 996 «onderlinge duels» 18:00 uur | Harry Kane 24' Harry Kane 50' Raheem Sterling 55' Harry Kane 73' (pen.) |       |           | Wembley Stadium, Londen Toeschouwers: 82.605 Scheidsrechter: Marco Guida (ITA) |

|                                                                      |                                                                                                 |       |                                                     |                                                                                         |
| 10 september Kwalificatie EK 2020 № 997 «onderlinge duels» 20:45 uur | Engeland                                                                                        | 5 – 3 | Kosovo                                              | St. Mary's Stadium, Southampton Toeschouwers: 30.155 Scheidsrechter: Felix Zwayer (GER) |
| 10 september Kwalificatie EK 2020 № 997 «onderlinge duels» 20:45 uur | Raheem Sterling 8' Harry Kane 19' Mergim Vojvoda 38' (e.d.) Jadon Sancho 44' Jadon Sancho 45+1' |       | 1' Valon Berisha 49' Valon Berisha 55' Vedat Muriqi | St. Mary's Stadium, Southampton Toeschouwers: 30.155 Scheidsrechter: Felix Zwayer (GER) |

|                                                                    |                                     |       |               |                                                                                |
| 11 oktober Kwalificatie EK 2020 № 998 «onderlinge duels» 20:45 uur | Tsjechië                            | 2 – 1 | Engeland      | Sinobo Stadium, Praag Toeschouwers: 18.651 Scheidsrechter: Damir Skomina (SLO) |
| 11 oktober Kwalificatie EK 2020 № 998 «onderlinge duels» 20:45 uur | Jakub Brabec 9' Zdeněk Ondrášek 85' |       | 5' Harry Kane | Sinobo Stadium, Praag Toeschouwers: 18.651 Scheidsrechter: Damir Skomina (SLO) |

|                                                                    |           | |          |                                                                                             |
| 14 oktober Kwalificatie EK 2020 № 999 «onderlinge duels» 20:45 uur | Bulgarije | 0 – 6 | Engeland | Vasil Levski Nationaal Stadion, Sofia Toeschouwers: 17.481 Scheidsrechter: Ivan Bebek (CRO) |
| 14 oktober Kwalificatie EK 2020 № 999 «onderlinge duels» 20:45 uur |           | 7' Marcus Rashford 20' Ross Barkley 32' Ross Barkley 45+3' Raheem Sterling 69' Raheem Sterling 85' Harry Kane |          | Vasil Levski Nationaal Stadion, Sofia Toeschouwers: 17.481 Scheidsrechter: Ivan Bebek (CRO) |

|                                                                      | |       |            |                                                                                        |
| 14 november Kwalificatie EK 2020 № 1000 «onderlinge duels» 20:45 uur | Engeland | 7 – 0 | Montenegro | Wembley Stadium, Londen Toeschouwers: 77.277 Scheidsrechter: Antonio Mateu Lahoz (ESP) |
| 14 november Kwalificatie EK 2020 № 1000 «onderlinge duels» 20:45 uur | Alex Oxlade-Chamberlain 11' Harry Kane 19' Harry Kane 24' Marcus Rashford 30' Harry Kane 37' Aleksandar Šofranac 66' (e.d.) Tammy Abraham 84' |       |            | Wembley Stadium, Londen Toeschouwers: 77.277 Scheidsrechter: Antonio Mateu Lahoz (ESP) |

|                                                                      |        |                                                                      |          |                                                                                    |
| 17 november Kwalificatie EK 2020 № 1001 «onderlinge duels» 18:00 uur | Kosovo | 0 – 4                                                                | Engeland | Fadil Vokrristadion, Pristina Toeschouwers: 12.326 Scheidsrechter: Paweł Gil (POL) |
| 17 november Kwalificatie EK 2020 № 1001 «onderlinge duels» 18:00 uur |        | 32' Harry Winks 79' Harry Kane 83' Marcus Rashford 90+1' Mason Mount |          | Fadil Vokrristadion, Pristina Toeschouwers: 12.326 Scheidsrechter: Paweł Gil (POL) |

FA · A-internationals · Selecties · Bondscoaches · Engels vrouwenelftal · Brits olympisch elftal · Engeland -21 · Engeland -20 · Engeland -19 · Engeland -18 · Engeland -17 · Engeland -16 · Vrouwen -17
1872 – 1899 ·
1900 – 1919 ·
1920 – 1929 ·
1930 – 1939 ·
1940 – 1949 ·
1950 – 1959 ·
1960 – 1969 ·
1970 – 1979 ·
1980 – 1989 ·
1990 – 1999 ·
2000 – 2009 ·
2010 – 2019 ·
2020 − 2029
EK's: 1968 ·
1980 ·
1988 ·
1992 ·
1996 ·
2000 ·
2004 ·
2012 · 
2016 · 
2020 · 
2024
WK's: 1950 ·
1954 ·
1958 ·
1962 ·
1966 ·
1970 ·
1982 ·
1986 ·
1990 ·
1998 ·
2002 ·
2006 ·
2010 ·
2014 ·
2018 · 
2022
Albanië ·
Algerije ·
Andorra ·
Argentinië ·
Australië ·
Azerbeidzjan ·
België ·
Bosnië en Herzegovina ·
Brazilië ·
Bulgarije ·
Canada ·
Chili ·
China ·
Colombia ·
Costa Rica ·
Cyprus ·
Denemarken ·
DDR · 
Duitsland ·
Ecuador ·
Egypte ·
Estland ·
Finland ·
Frankrijk ·
Georgië ·
Ghana ·
GOS ·
Griekenland ·
Honduras ·
Hongarije ·
Ierland ·
IJsland · 
Iran ·
Israël ·
Italië ·
Ivoorkust ·
Jamaica ·
Japan ·
Joegoslavië ·
Kameroen ·
Kazachstan ·
Koeweit ·
Kosovo ·
Kroatië ·
Liechtenstein ·
Litouwen ·
Luxemburg ·
Maleisië ·
Malta ·
Marokko ·
Mexico ·
Moldavië ·
Montenegro ·
Nederland ·
Nieuw-Zeeland ·
Nigeria ·
Noord-Ierland ·
Noord-Macedonië ·
Noorwegen ·
Oekraïne ·
Oostenrijk ·
Panama · 
Paraguay ·
Peru · 
Polen ·
Portugal ·
Roemenië ·
Rusland ·
San Marino · 
Saoedi-Arabië ·
Schotland ·
Senegal ·
Servië ·
Servië en Montenegro · 
Slovenië ·
Slowakije ·
Sovjet-Unie ·
Spanje ·
Trinidad en Tobago ·
Tsjechië ·
Tsjecho-Slowakije ·
Tunesië ·
Turkije ·
Uruguay ·
Verenigde Staten ·
Wales ·
Wit-Rusland ·
Zuid-Afrika ·
Zuid-Korea ·
Zweden ·
Zwitserland
Algerije (2010) · 
Argentinië (1986) · 
Argentinië (1998) · 
Argentinië (2002) · 
België (1990) · 
België (2018, 1) · 
België (2018, 2) · 
Brazilië (2002) · 
Colombia (1998) ·
Colombia (2018) ·
Costa Rica (2014) ·
Denemarken (2002) ·
Denemarken (2021) · 
Duitsland (2000) ·
Duitsland (2010) ·
Duitsland (2021) ·
Ecuador (2006) ·
Egypte (1990) ·
Frankrijk (1982) ·
Frankrijk (2012) ·
Frankrijk (2022) ·
Ierland (1990) · 
IJsland (2016) ·
Italië (1990) · 
Italië (2012) · 
Italië (2014) · 
Italië (2021) · 
Kameroen (1990) · 
Koeweit (1982) · 
Kroatië (2018) ·
Kroatië (2021) · 
Marokko (1986) · 
Nederland (1990) · 
Nigeria (2002) · 
Oekraïne (2012) · 
Oekraïne (2021) ·
Panama (2018) · 
Paraguay (1986) · 
Paraguay (2006) · 
Polen (1986) · 
Portugal (1986) · 
Portugal (2000) · 
Portugal (2006) · 
Roemenië (1998) ·
Roemenië (2000) ·
Rusland (2016) ·
Schotland (2021) ·
Senegal (2022) ·
Slovenië (2010) ·
Slowakije (2016) ·
Spanje (1982) ·
Spanje (2024) ·
Trinidad en Tobago (2006) ·
Tsjechië (2021) ·
Tsjecho-Slowakije (1982) ·
Tunesië (1998) ·
Tunesië (2018) ·
Uruguay (2014) ·
Verenigde Staten (2010) ·
Wales (2016) · 
West-Duitsland (1966) ·
West-Duitsland (1982) ·
West-Duitsland (1990) ·
Zweden (2002) ·
Zweden (2006) · 
Zweden (2012)
AFC-zone: Afghanistan · Australië · Bahrein · Bangladesh · Bhutan · Brunei · Cambodja · China · Chinees Taipei · Filipijnen · Guam · Hongkong · India · Indonesië · Iran · Irak · Japan · Jemen · Jordanië · Koeweit · Kirgizië · Laos · Libanon · Macau · Maleisië · Maldiven · Mongolië · Myanmar · Nepal · Noord-Korea · Oezbekistan · Oman · Oost-Timor · Pakistan · Palestina · Qatar · Saoedi-Arabië · Singapore · Sri Lanka · Syrië · Tadjikistan · Thailand · Turkmenistan · Verenigde Arabische Emiraten · Vietnam · Zuid-Korea

CAF-zone: Algerije · Angola · Benin · Botswana · Burkina Faso · Burundi · Centraal-Afrikaanse Republiek · Comoren · Congo-Brazzaville · Congo-Kinshasa · Djibouti · Egypte · Equatoriaal-Guinea · Eritrea · Ethiopië · Gabon · Gambia · Ghana · Guinee · Guinee-Bissau · Ivoorkust · Kaapverdië · Kameroen · Kenia · Lesotho · Liberia · Libië · Madagaskar · Malawi · Mali · Mauritanië · Mauritius · Marokko · Mozambique · Namibië · Niger · Nigeria · Oeganda · Rwanda · Sao Tomé en Principe · Senegal · Seychellen · Sierra Leone · Soedan · Somalië · Swaziland · Tanzania · Togo · Tsjaad · Tunesië · Zambia · Zimbabwe · Zuid-Afrika · Zuid-Soedan 

CONCACAF-zone: Amerikaanse Maagdeneilanden · Anguilla · Antigua en Barbuda · Aruba · Bahama's · Barbados · Belize · Bermuda · Britse Maagdeneilanden · Canada · Kaaimaneilanden · Costa Rica · Cuba · Curaçao · Dominica · Dominicaanse Republiek · El Salvador · Frans Guyana · Grenada · Guadeloupe · Guatemala · Guyana · Haïti · Honduras · Jamaica · Martinique · Mexico · Montserrat · 
Nicaragua · Panama · Puerto Rico · Saint Kitts en Nevis · Saint Lucia · Saint Vincent en de Grenadines · Sint Maarten · Suriname · Trinidad en Tobago · Turks- en Caicoseilanden · Verenigde Staten

CONMEBOL-zone: Argentinië · Bolivia · Brazilië · Chili · Colombia · Ecuador · Paraguay · Peru · Uruguay · Venezuela

OFC-zone: Amerikaans-Samoa · Cookeilanden · Fiji · Nieuw-Caledonië · Nieuw-Zeeland · Papoea-Nieuw-Guinea · Samoa · Salomoneilanden · Tahiti · Tonga · Vanuatu

UEFA-zone: Albanië · Andorra · Armenië · Azerbeidzjan · België · Bosnië en Herzegovina · Bulgarije · Cyprus · Denemarken · Duitsland · Engeland · Estland · Faeröer · Finland · Frankrijk · Georgië · Gibraltar · Griekenland · Hongarije · IJsland · Ierland · Israël · Italië · Kazachstan · Kosovo · Kroatië · Letland · Liechtenstein · Litouwen · Luxemburg · Macedonië · Malta · Moldavië · Montenegro · Nederland · Noord-Ierland · Noorwegen · Oekraïne · Oostenrijk · Polen · Portugal · Roemenië · Rusland · San Marino · Schotland · Servië · Slovenië · Slowakije · Spanje · Tsjechië · Turkije · Wales · Wit-Rusland · Zweden · Zwitserland